# آیروکلند کلاس دوستیشن
آیروکلند کلاس دوستیشن (به انگلیسی: Devastation-class ironclad) یک کلاس از کشتی است که طول آن ۲۸۵ فوت (۸۷ متر) می‌باشد.